# Prirodopis s kepami
Prirodopis s kepami (Prirodopis s slikami) je naravoslovni učbenik Imreta Augustiča v prekmurščini iz 1878, ki ga je avtor prevedel iz slovenščine (Fran Erjavec: Živalstvo). Augustič v tej knjigi prvič uporabi slovensko abecedo.
Augustič je najprej podpiral madžarizacijo. V prvih številih Prijátela poudari pomembnost madžarske (hungarus) identitete. Kmalu se je Augustič premislil in se zavzel za slovensko narodno identiteto ter s pomočjo osrednjeslovenskega jezika (današnja knjižna slovenščina) obnovil prekmurski knjižni jezik. 
Bil je pod vplivom Jožefa Borovnjaka, ki je spremljal kulturno življenje Slovencev onstran Mure in širil Mohorjeve knjige v Slovenski krajini na Ogrskem.
Augustičev Prirodopis je objavila Družba Svetega Štefana v Budimpešti. Ista družba je izdala učbenik Janoša Murkoviča, ki je prvič uporabil Gajico v Slovenski krajini.
Augustič je s Prirodopisem razvijal prekmursko znanstveno terminologijo. Nekatera živalska in rastlinska poimenovanja je prevzel iz prekmurskega ljudskega jezika, medtem ko so druga prevzeta iz knjižne slovenščine. Nekatere besede je Augustič tvoril sam. Novotvorjenke so npr. bobek, hrček, bivol, mula, mrož, ki jih ni bilo doslej v prekmurskem jeziku.
Ovod

Povsédi i kame se koli na našoj zemli zglédnemo, zapázimo najživavnejše živlenje. Zemla, zrák i voda je puna z jáko razločnimi stvári. Či se v lepom letnom dnévi po poli, ali gder indri, sprehájamo, čüjemo, kak füčkajo i čvrčkajo prenáti pevci po zráki i po vejaj drevaj; vidimo kak lejčejo pisani metüli z korine na korino, kak šümijo müšice, kak lazijo rošči prek poti, kak mravle paščlivo delajo, včéle méd i vosk beréjo, i kak vesêlo po trávi šümi i vrši, tak da bi na vsakoj betvi sedela stvár, štera se svojemi živlenji veseli.

…

Tak se gible na vse stráni, vseposéd nájdemo živlenje, kamakoli se zglédnemo; kertovinjecke nam kážejo ka so ešče pod zemlov neobtrüdni delavci.

Vsaka stvár na napeláva več i več znati: radi bi zvedli, kak živé, kákša je njéna lastivnost, jeli je nücliva, ali je škodliva. Što bi mogo poznati vse stvári, štera so po vsej držélaj dalnjega i velikoga sveta? Z etim svetom nas spozna prirodopis.

Za prirodopis se zové ono znanost, poleg štére je mogočno spoznati plemen, toga razločávanje i po rédno razdelenje.

Vse, kaj na sveti živé, je plemen, kakti stvári, nárasi i kopalinje.